# 基達尼夫
49°11′32″N 25°21′48″E / 49.19222°N 25.36333°E
基達尼夫（羅馬化：Kydaniv）是位於烏克蘭西部特諾皮爾州裏喬爾特基夫區的村莊，處於斯特里帕河右岸，面積1.34平方公里，2001年人口311。